# Mýtna
Mýtna és un poble i municipi d'Eslovàquia. Es troba a la regió de Banská Bystrica. La primera menció escrita de la vila es remunta al 1393.

## Demografia
| Godina             | 1994 | 2004   | 2014   | 2024   |
| ------------------ | ---- | ------ | ------ | ------ |
| Nombre de persones | 1240 | 1184   | 1188   | 1106   |
| Diferència         |      | −4,51% | +0,33% | −6,90% |

| Godina             | 2023 | 2024   |
| ------------------ | ---- | ------ |
| Nombre de persones | 1122 | 1106   |
| Diferència         |      | −1,42% |